# مايك وليامز (سياسي)
مايك وليامز (بالإنجليزية: Mike Williams)‏ هو سياسي نيوزلندي، ولد في 1949. حزبياً، نشط في حزب العمال النيوزيلندي. وقد انتخب رئيس مجلس الإدارة حزب العمال النيوزيلندي ( – 2008).